# Auxey-Duresses
Auxey-Duresses és un municipi francès, situat al departament de la Costa d'Or i a la regió de Borgonya - Franc Comtat. L'any 2007 tenia 337 habitants.

## Demografia

### Població
El 2007 la població de fet d'Auxey-Duresses era de 337 persones. Hi havia 140 famílies, de les quals 36 eren unipersonals (12 homes vivint sols i 24 dones vivint soles), 56 parelles sense fills i 48 parelles amb fills.
La població ha evolucionat segons el següent gràfic:
Habitants censats

### Habitatges
El 2007 hi havia 213 habitatges, 142 eren l'habitatge principal de la família, 38 eren segones residències i 34 estaven desocupats. 206 eren cases i 7 eren apartaments. Dels 142 habitatges principals, 119 estaven ocupats pels seus propietaris, 17 estaven llogats i ocupats pels llogaters i 6 estaven cedits a títol gratuït; 8 tenien dues cambres, 12 en tenien tres, 27 en tenien quatre i 95 en tenien cinc o més. 87 habitatges disposaven pel capbaix d'una plaça de pàrquing. A 67 habitatges hi havia un automòbil i a 66 n'hi havia dos o més.

### Piràmide de població
La piràmide de població per edats i sexe el 2009 era:
| Homes | Edats   | Dones |
| ----- | ------- | ----- |
| 0     | 95 o +  | 4     |
| 0     | 90 a 94 | 4     |
| 0     | 85 a 89 | 0     |
| 0     | 80 a 84 | 8     |
| 4     | 75 a 79 | 16    |
| 16    | 70 a 74 | 4     |
| 12    | 65 a 69 | 16    |
| 0     | 60 a 64 | 4     |
| 8     | 55 a 59 | 8     |
| 16    | 50 a 54 | 24    |
| 8     | 45 a 49 | 8     |
| 16    | 40 a 44 | 16    |
| 12    | 35 a 39 | 12    |
| 12    | 30 a 34 | 16    |
| 8     | 25 a 29 | 4     |
| 8     | 20 a 24 | 8     |
| 4     | 15 a 19 | 8     |
| 4     | 10 a 14 | 20    |
| 20    | 5 a 9   | 16    |
| 4     | 0 a 4   | 16    |

## Economia
El 2007 la població en edat de treballar era de 215 persones, 163 eren actives i 52 eren inactives. De les 163 persones actives 153 estaven ocupades (87 homes i 66 dones) i 10 estaven aturades (5 homes i 5 dones). De les 52 persones inactives 25 estaven jubilades, 14 estaven estudiant i 13 estaven classificades com a «altres inactius».

### Ingressos
El 2009 a Auxey-Duresses hi havia 145 unitats fiscals que integraven 348 persones, la mediana anual d'ingressos fiscals per persona era de 20.954 €.

### Activitats econòmiques
Dels 16 establiments que hi havia el 2007, 1 era d'una empresa de fabricació d'altres productes industrials, 4 d'empreses de construcció, 5 d'empreses de comerç i reparació d'automòbils, 2 d'empreses d'hostatgeria i restauració, 1 d'una empresa financera i 3 d'empreses de serveis.
Dels 6 establiments de servei als particulars que hi havia el 2009, 1 era una oficina bancària, 1 taller de reparació d'automòbils i de material agrícola, 1 fusteria, 2 electricistes i 1 restaurant.
L'any 2000 a Auxey-Duresses hi havia 39 explotacions agrícoles que ocupaven un total de 288 hectàrees.

## Equipaments sanitaris i escolars
El 2009 hi havia una escola elemental integrada dins d'un grup escolar amb les comunes properes formant una escola dispersa.

## Poblacions més properes
El següent diagrama mostra les poblacions més properes.